# Pingasa undascripta
Pingasa undascripta là một loài bướm đêm trong họ Geometridae.